# 東みよし町立体育館
東みよし町立体育館 （ひがしみよしちょうちょうりつたいいくかん）は、徳島県三好郡東みよし町にある体育館である。東みよし町総合型地域スポーツクラブの拠点施設として使用されている。

## 施設
- 構造
- 設備
  - バスケットコート1面・バレーコート1面・バドミントン2面がとれる。照明設備もある。

## 概要
- 所在地：〒779-4702 徳島県三好郡東みよし町西庄字横手9-2
- 駐車場：50台
- 利用期間：10:00 - 22:00
- 休館日：火、休日の場合は翌日、年末年始
- 利用料金：使用料必要

## 交通
- JR阿波加茂駅下車徒歩約30分。